# Cinematico di scrittura
Il cinematico di scrittura è un congegno, presente nelle macchine per scrivere meccaniche, costituito da una serie di leve e tiranti che collegano ciascun tasto a un martelletto (leva portacaratteri), il quale va poi a imprimere il carattere sul foglio di carta. 
Dalla sua composizione dipende (o per meglio dire dipendeva) la facilità con cui le dita del dattilografo possono battere sui tasti.

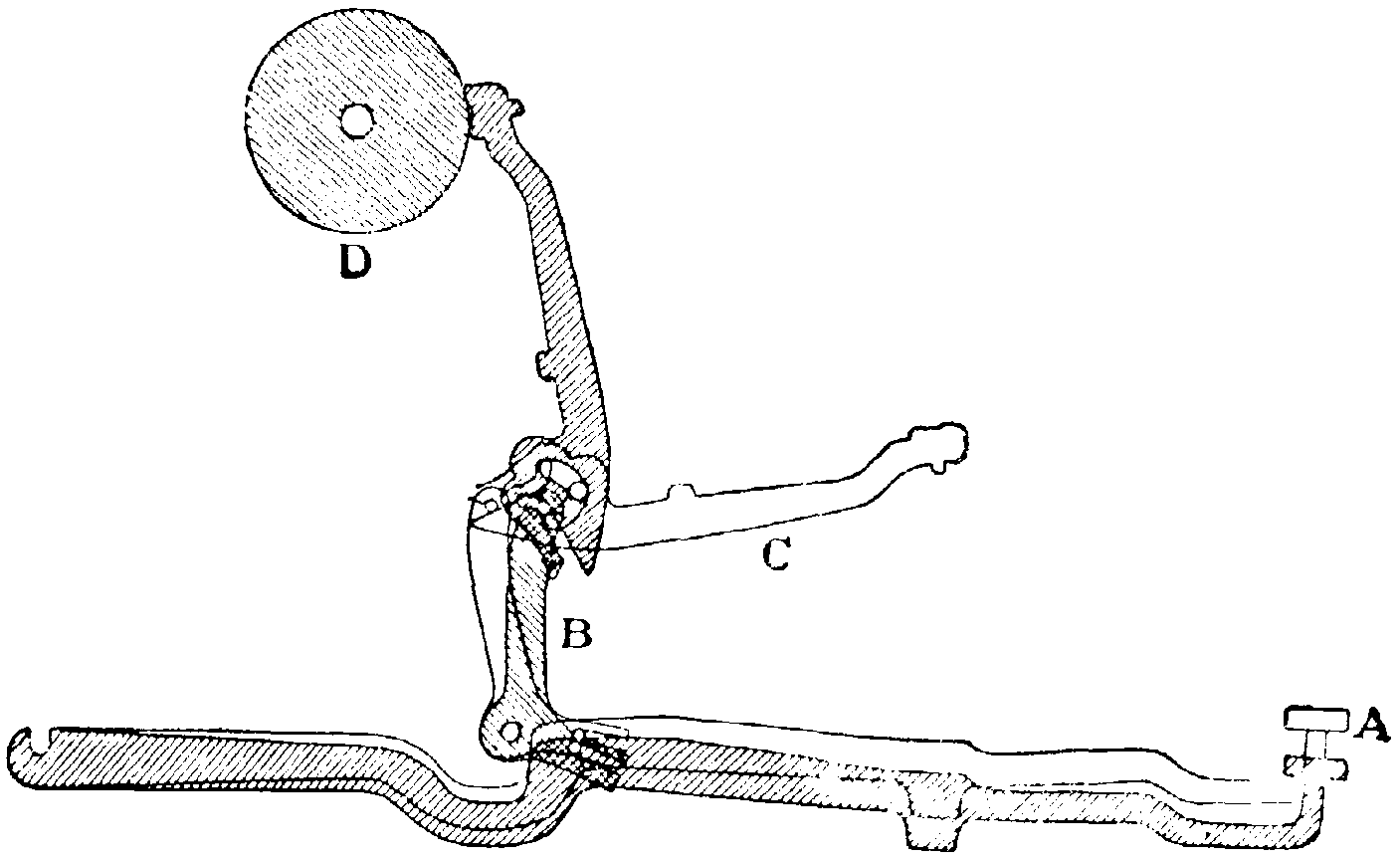
Uno schema di cinematico di scrittura.

## Storia
Venne inventato da Franz Xavier Wagner, uno statunitense di origini tedesche, e applicato per la prima volta nel 1898 in dotazione alla macchina per scrivere Underwood n. 5, la prima macchina a scrittura visibile frontale con leve disposte a semicerchio e nastro di scrittura che si solleva con il martelletto.
Ogni casa produttrice aveva il suo cinematico di scrittura rigorosamente brevettato: così esistevano il cinematico della Olivetti, della Remington, della Underwood, della International Business Machines Corporation (IBM), della Olympia e altri ancora.

## Componenti
Nella sua composizione base il cinematico di scrittura è composto da:
1. tasto
2. leva del tasto
3. tirante di primo rimando
4. leva di rimando
5. tirante di secondo rimando
6. martelletto.

In alcuni cinematici sono presenti anche una leva di secondo rimando e un tirante di terzo rimando.

## Funzionamento
Quando l'operatore batte un tasto fa azionare la leva del tasto che ruota verso il basso di circa 6°. I tiranti e la leva di rimando trasmettono il movimento al martelletto il quale, dalla posizione di riposo, ruota di circa 90° e va poi a battere sul rullo di gomma in corrispondenza del mirino o forcella guidacaratteri.
Il cinematico di scrittura che consente al martelletto di accelerare la sua corsa con moto progressivo, e di attraversare quindi la zona d'ingombro molto velocemente, viene chiamato ad accelerazione progressiva.